# Bovenau
Bovenau ist eine Gemeinde im Kreis Rendsburg-Eckernförde in Schleswig-Holstein.

## Geografie

### Geografische Lage
Das Gemeindegebiet von Bovenau erstreckt sich im Nordwesten des nordwestlichen Teilbereichs der naturräumlichen Haupteinheit Holsteinisches Hügel- und Seenland (Nr. 702) am historischen Oberlauf der Eider. Ihr Wasserbett, inzwischen wird dieser Abschnitt als Alte Eider bezeichnet, bildet im Mittelteil  auf der Ostseite heute die Gemeindegrenze zur Nachbargemeinde Sehestedt exakt ab. Daneben wird die nördliche Gemeindegrenze vom Nord-Ostsee-Kanal (Kanalkilometer 71–80) gebildet. Im Gemeindegebiet befindet sich darüber hinaus auch ein Teilabschnitt des historischen Eider-Kanals.

### Gemeindegliederung
Die Ortsteile Ehlersdorf und Wakendorf sowie die Güter Dengelsberg, Georgenthal, Kluvensiek, Osterrade und Steinwehr liegen im Gemeindegebiet.

### Nachbargemeinden
Unmittelbar angrenzende Gemeindegebiet von Bovenau sind:
| Bünsdorf  | Sehestedt                                   | Lindau     |
| Rade      | Kompassrose, die auf Nachbargemeinden zeigt | Krummwisch |
| Ostenfeld |                                             | Bredenbek  |

## Geschichte

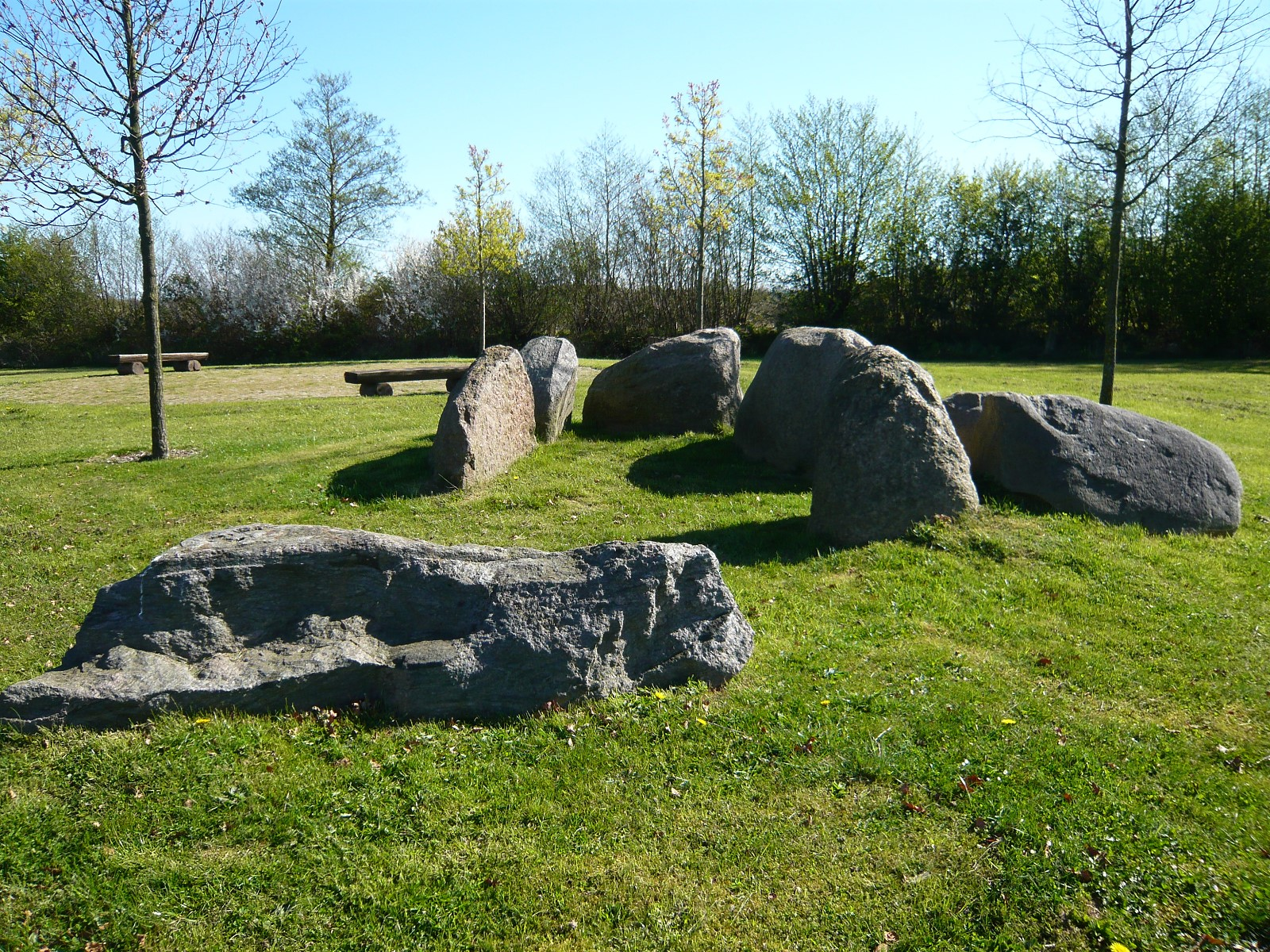
Großsteingrab Bovenau, rekonstruiertes Megalithgrab

„Karte von den adlichen Gütern Cluvensiek, Steinwehr und der Dorfschaft Bovenau“ (um 1850)

Bovenau wurde 1240 zum ersten Mal als Kirchdorf erwähnt. Der Name leitet sich vom niederdeutschen „boven de Au“ ab, was so viel wie „oberhalb der Au“ bedeutet.
Auf dem Gebiet der Siedlung wurden mehrere Hügelgräber gefunden.

### Gut Dengelsberg
Gut Dengelsberg wurde erst 1920 selbständig und gehörte vorher zum Gut Kluvensiek.

### Gut Georgenthal

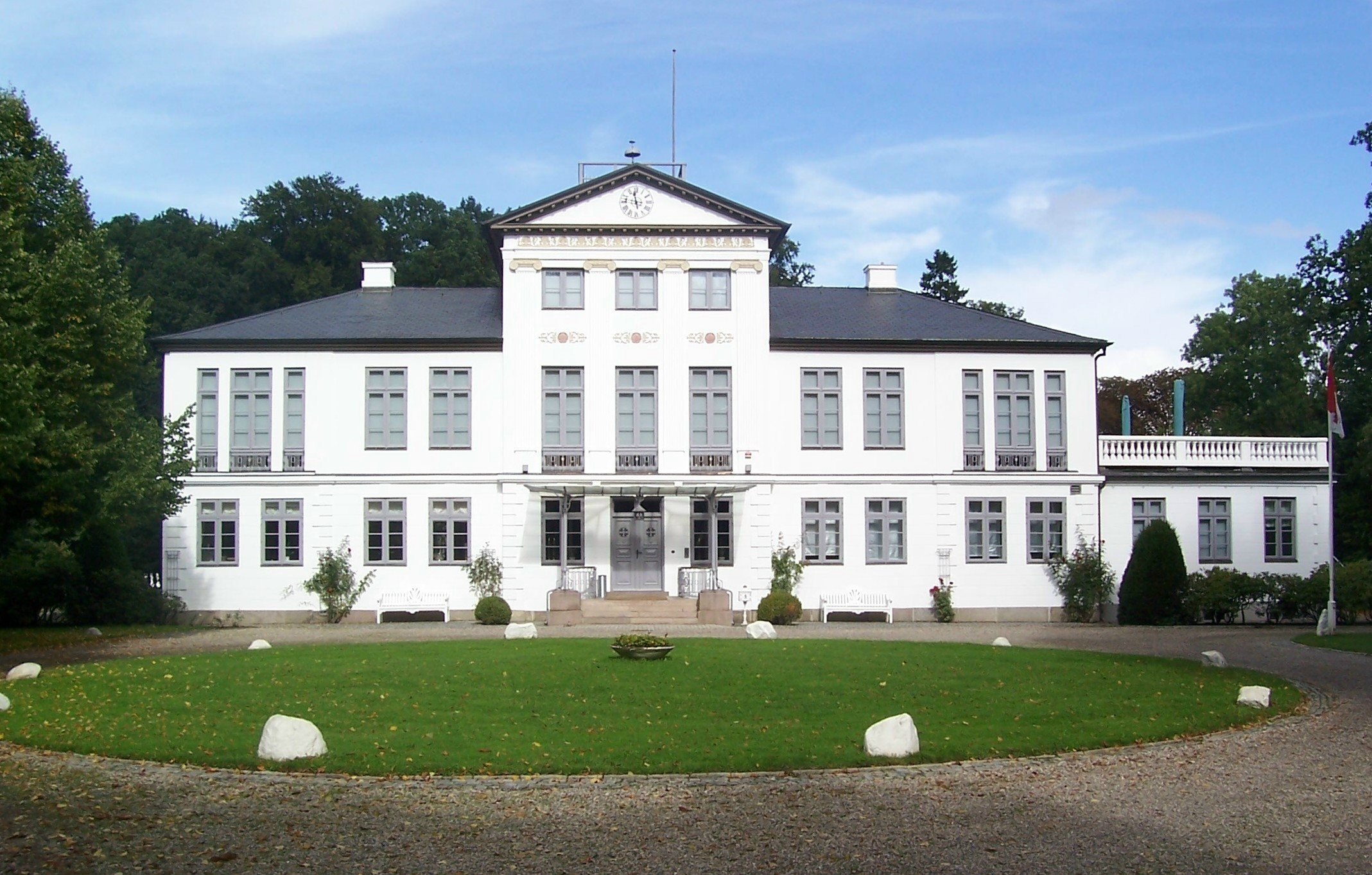
Herrenhaus Kluvensiek

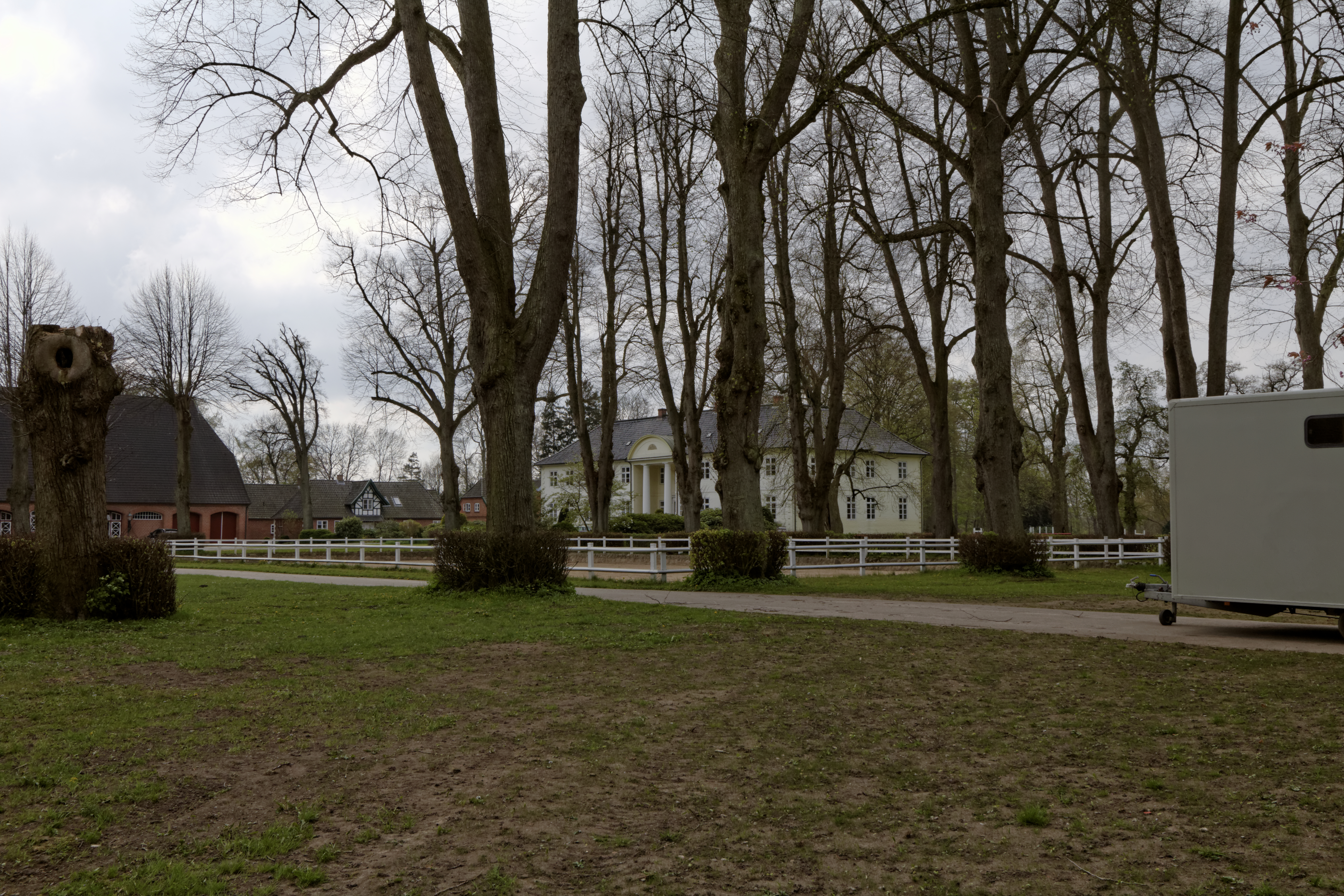
Herrenhaus Osterrade

Das Gut ist seit dem Anfang des 19. Jahrhunderts ein selbständiges adliges Gut. Es wird auch heute noch landwirtschaftlich genutzt.

### Gut Kluvensiek
Das Gut wurde 1450 erstmals als Besitz von Otto von Sehestedt erwähnt. Das Geschlecht erlosch im 18. Jahrhundert Danach wechselte das Gut mehrfach den Besitzer. Das heutige Herrenhaus wurde 1777 errichtet und 1837 um das zweite Geschoss erweitert.

### Gut Osterrade
Das Gut, das heute zwischen dem Nord-Ostsee-Kanal und dem Eider-Kanal liegt, wurde im 16. Jahrhundert erbaut. Das heutige Herrenhaus wurde 1723 von Detlev von Brockdorff errichtet und später klassizistisch umgestaltet.
Schon lange symbolisiert das Baudenkmal Osterrade ländliche Lebensart für „Unox“.

### Gut Steinwehr
Das Gut war ursprünglich ein Meierhof zu den Gütern Kluvensiek und Osterrade und wurde erst im Jahr 1806 selbständig. Das 1763 erbaute Herrenhaus liegt heute direkt am Nord-Ostsee-Kanal, in dem es einen eigenen Fähranleger hat. Das Gut wird auch heute noch landwirtschaftlich genutzt, vor allem für den Himbeeranbau.

## Politik

### Gemeindevertretung
Bei der Kommunalwahl am 14. Mai 2023 wurden insgesamt elf Sitze vergeben. Die CDU und die Wählerinitiative Gemeinde Bovenau erhielten je vier Sitze und die Kommunale Wählergemeinschaft Gemeinde Bovenau erhielt drei Sitze.

## Wappen
Blasonierung: „Von Rot und Silber stufengiebelförmig schräglinks geteilt. Oben eine silberne verzierte Schale, unten ein blauer Abendmahlskelch.“ Die fünf Stufen weisen auf die fünf zur Gemeinde gehörenden Gutsbezirke hin. Bei der Schale handelt es sich um einen Fund aus einem Großsteingrab. Der Kelch wurde der Kirche 1630 von Benedict und Christina von Ahlefeld auf Gut Osterrade gestiftet und ist bis heute in Gebrauch.

## Kultur und Sehenswürdigkeiten

### Bauten
In der Liste der Kulturdenkmale in Bovenau stehen die in der Denkmalliste des Landes Schleswig-Holstein eingetragenen Kulturdenkmale.

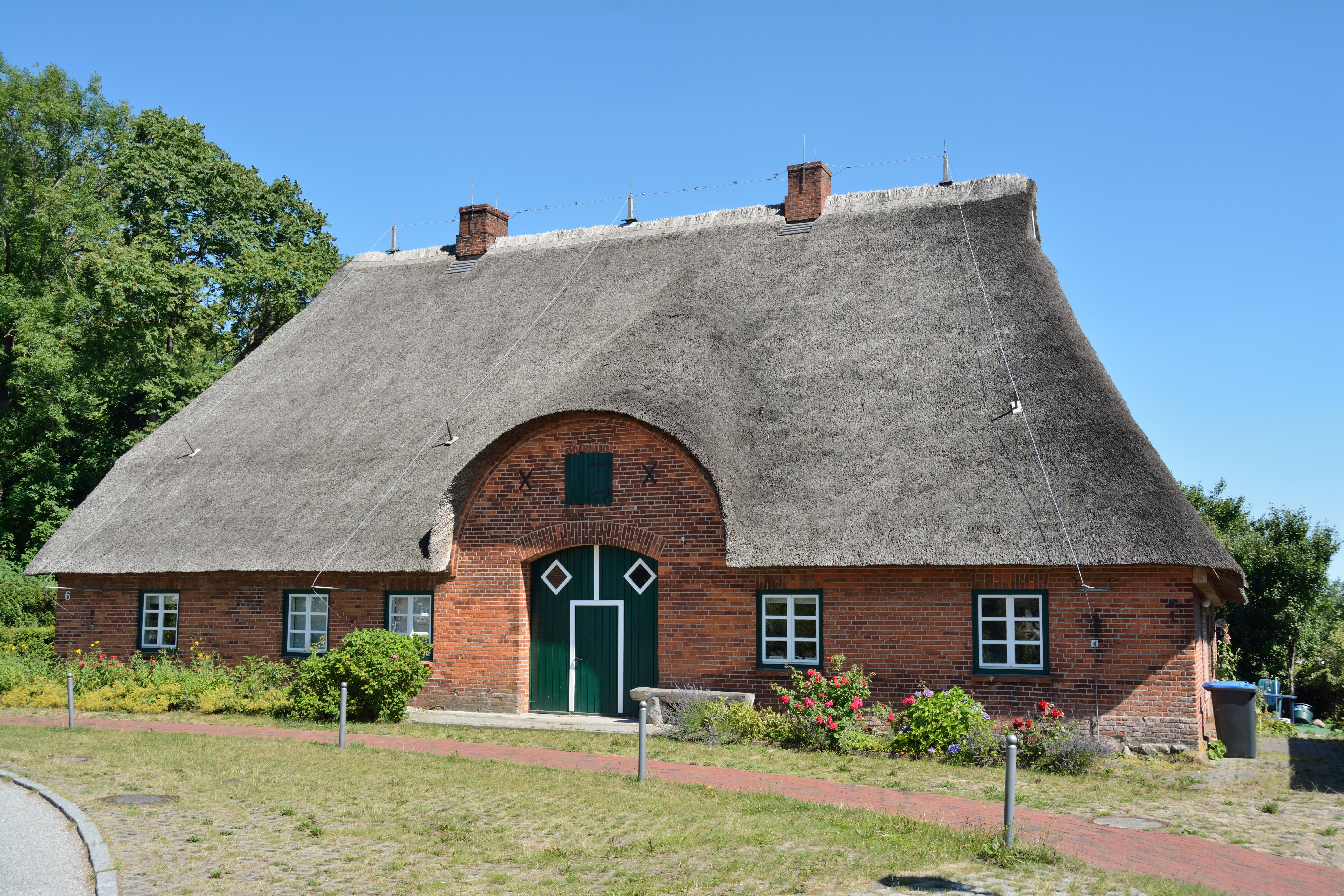
An der Kirche, ehemalige Schule

#### Maria-Magdalenen-Kirche

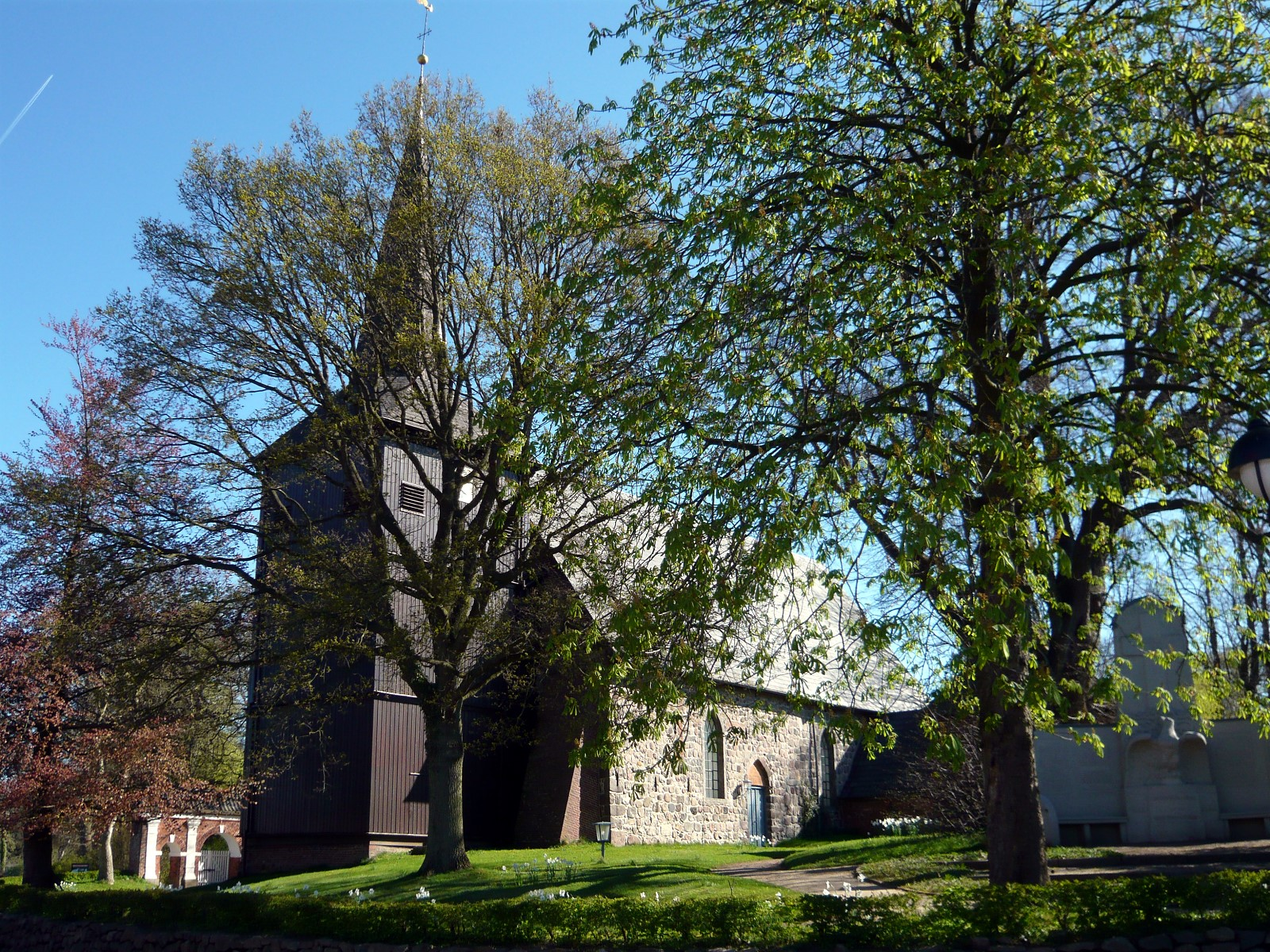
Maria-Magdalenen-Kirche in Bovenau

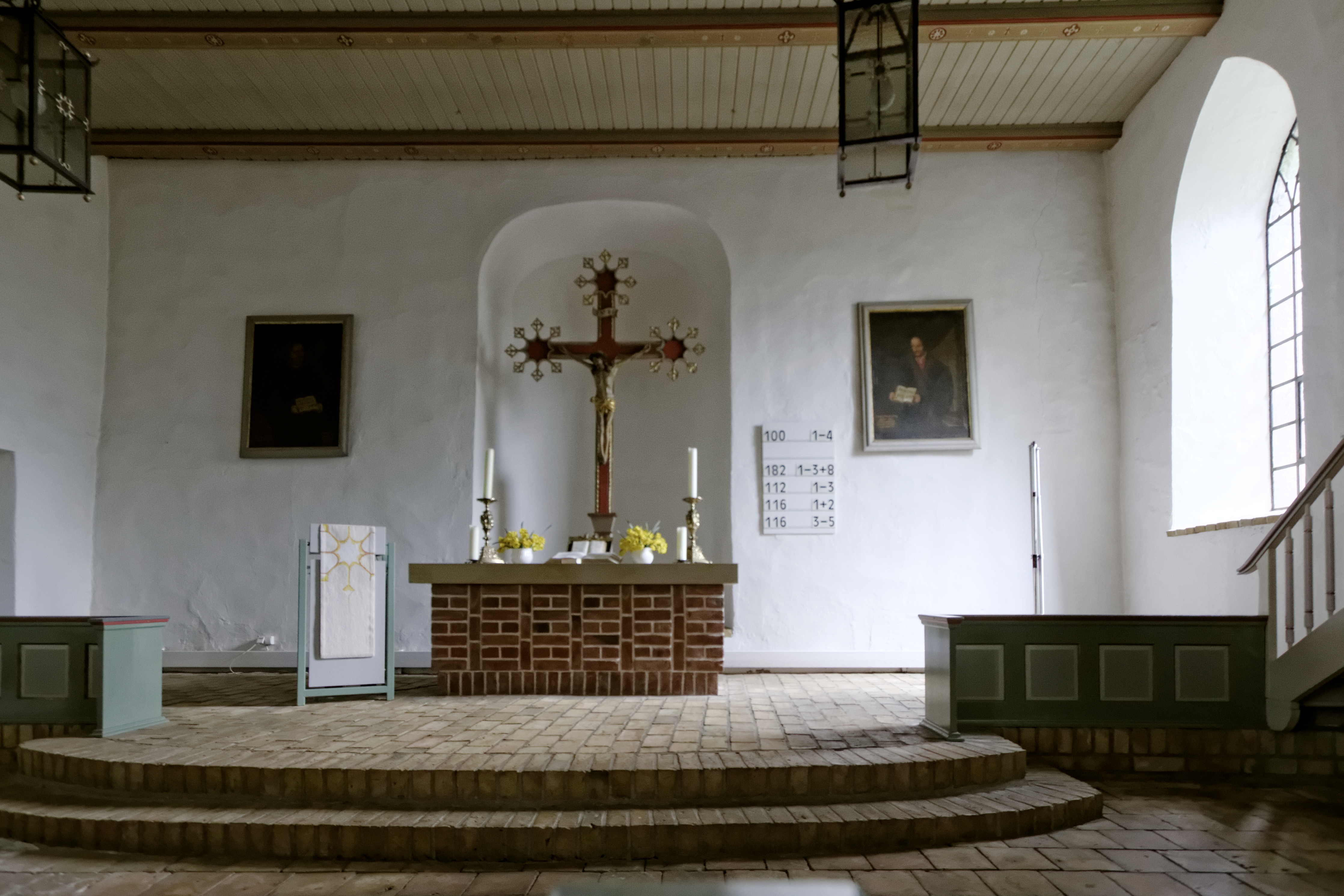
Kirche, Innenraum

Die Bovenauer Kirche wurde nach der Schlacht bei Bornhöved (1227) von Graf Adolf IV. von Schauenburg als „Dankeskirche“ gestiftet. Da Maria Magdalena die Tagesheilige des 22. Juli, des Tages der Schlacht, ist, wurde die Kirche ihr geweiht. Der Bau aus Feldsteinen stammt aus dieser Zeit, das bronzene, beheizbare Taufbecken aus dem 14. Jahrhundert. Nach der Einführung der Reformation trugen die Besitzer der umliegenden Güter als Kirchenpatrone zur Ausstattung der Kirche bei. Wulf Jasper von Brockdorff stiftete der Kirche mehrere Gemälde und ließ einen Anbau an der Nordseite der Kirche als Mausoleum für sich und seine Frau errichten. Ende des 18. Jahrhunderts erhielt die Kirche ihren hölzernen Kirchturm. 1844 wurde das Kircheninnere komplett umgestaltet, wobei fast alles mittelalterliche Inventar entfernt wurde und ein Kanzelaltar angeschafft. Dieser wurde 1960 durch einen schlichten Steintisch ersetzt, über dem ein Triumphkreuz aus dem 15. Jahrhundert hängt.

#### Wakendorfer Mühle
Der Naturerlebnisraum „Wakendorfer Mühle“ wurde 2009 vom Ministerium für Landwirtschaft, Umwelt und ländliche Räume in Schleswig-Holstein anerkannt. Dieser verläuft längs des Baches „Bovenau“ im Südosten der Gemeinde.

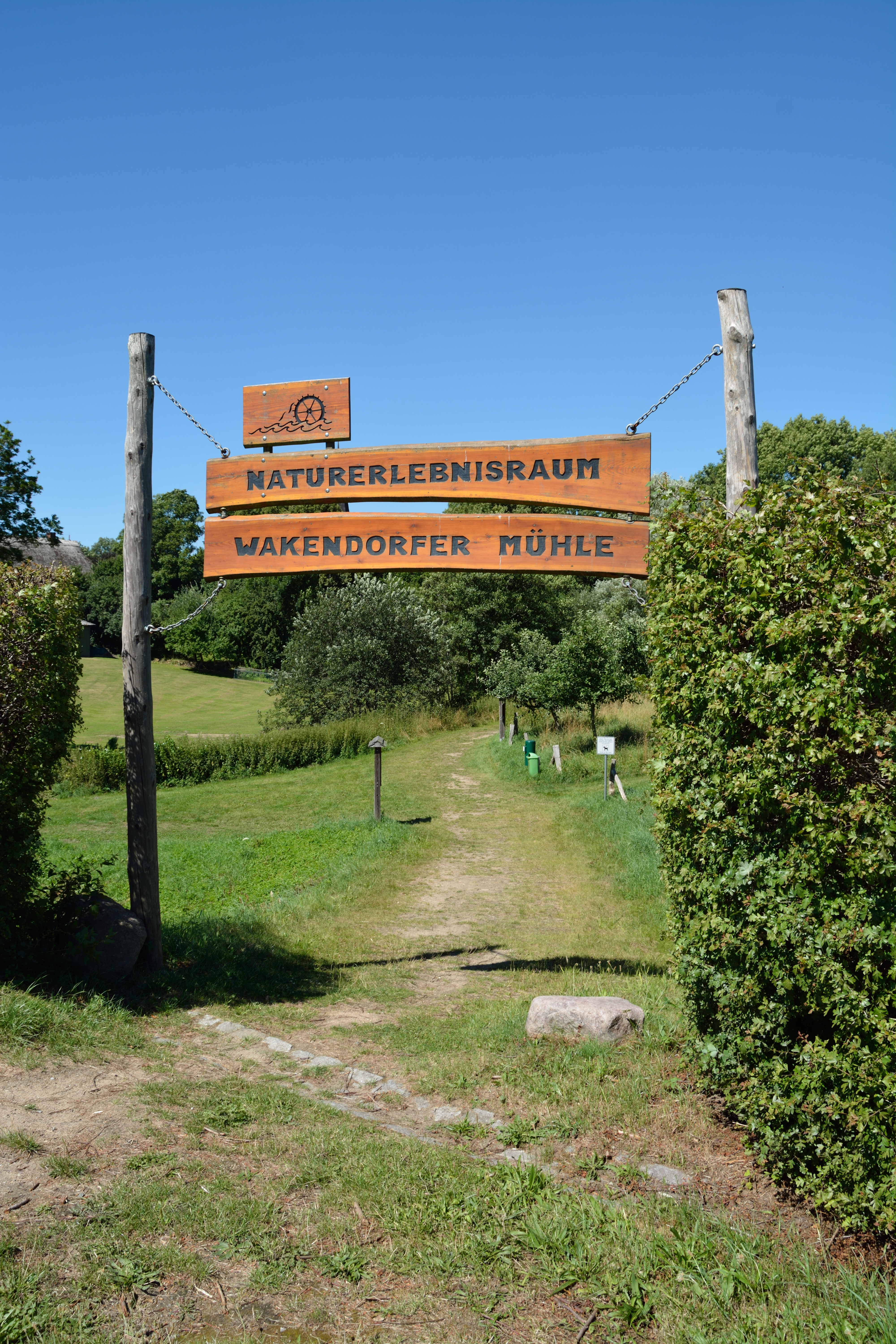
Eingang zum Naturerlebnisraum
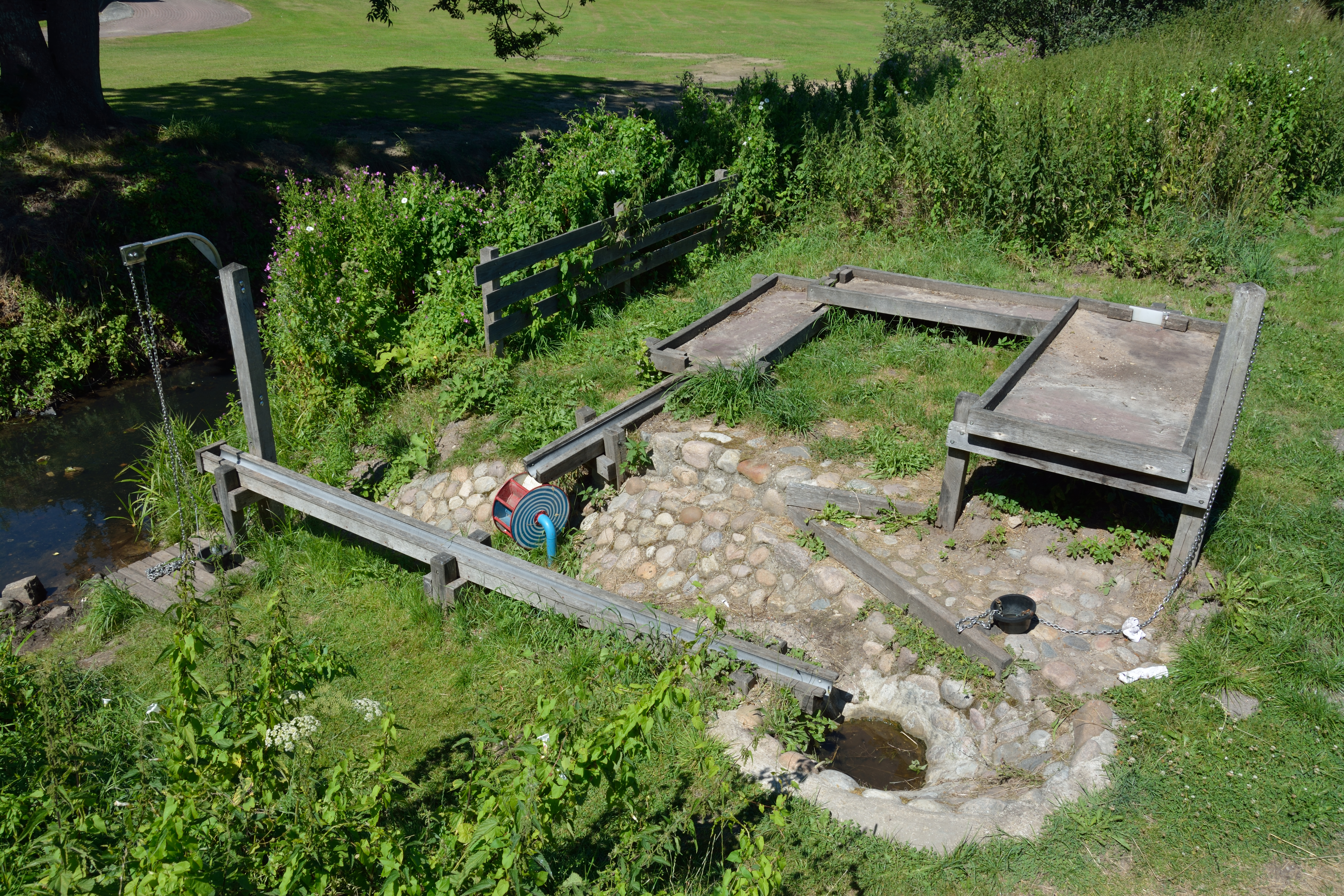
An der ehemaligen Furt
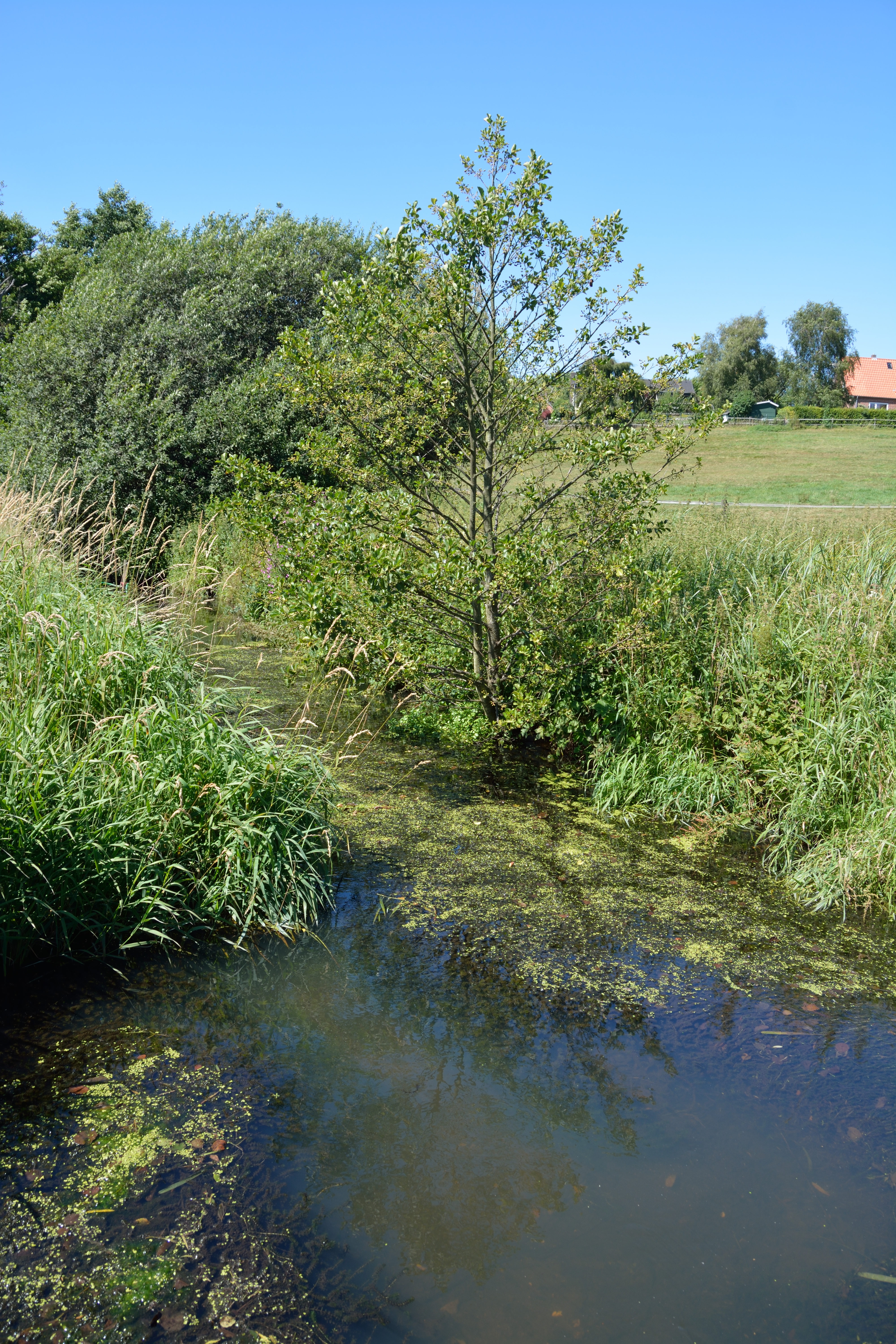
Impression der „Bovenau“

#### Eider-Kanal-Schleuse Kluvensiek
In der Nähe von Gut Kluvensiek liegt im Verlauf des ehemaligen Eider-Kanals die Schleuse Kluvensiek, eine der sechs Schleusen des Kanals. Ursprünglich war hier eine hölzerne Brücke vorhanden, die 1850 durch eine gusseiserne Klappbrücke aus der Rendsburger Carlshütte ersetzt wurde. Die Schleuse mit ehemaliger Klappbrücke wurde 2012 restauriert.

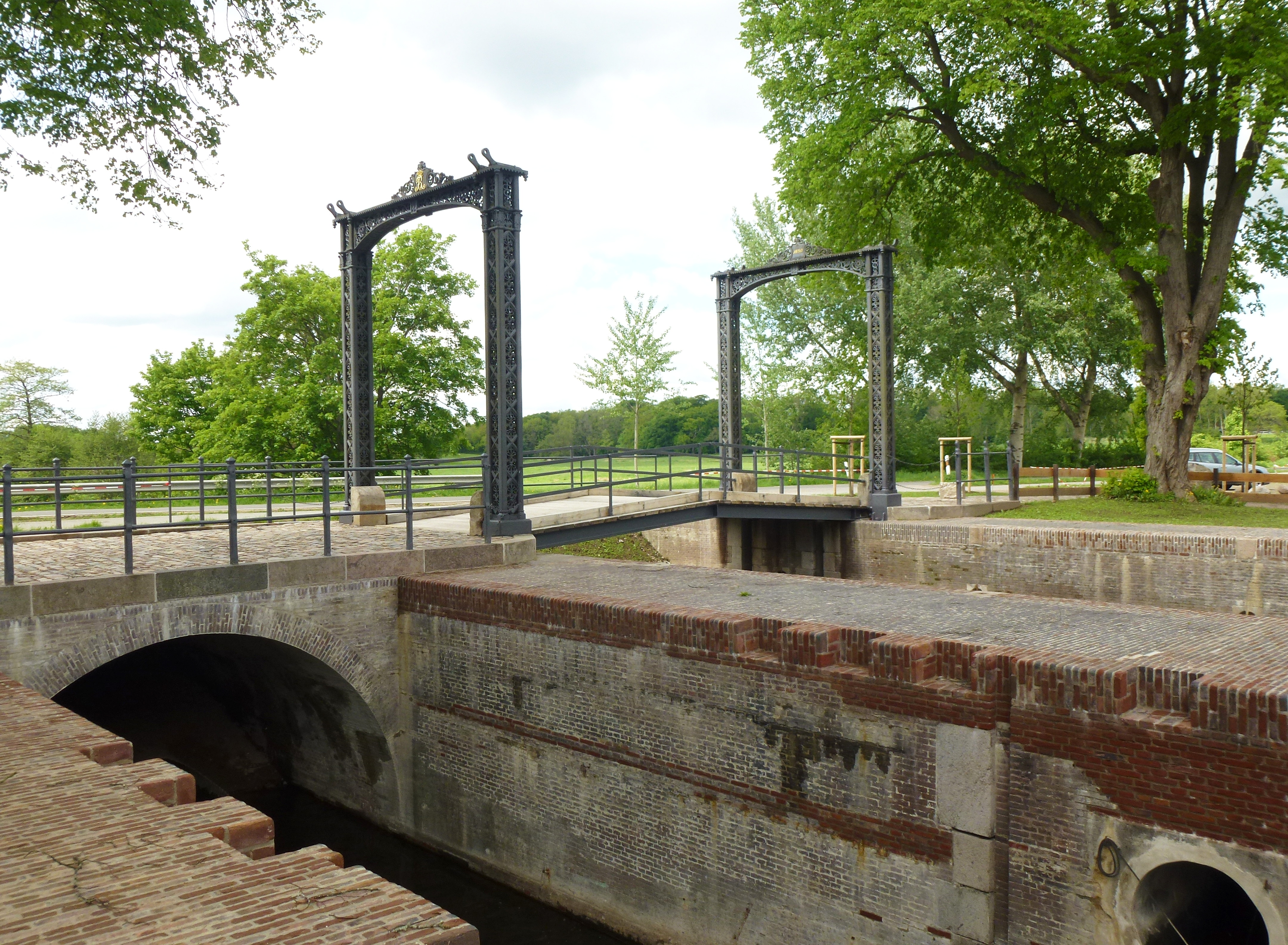
Kluvensieker Schleuse
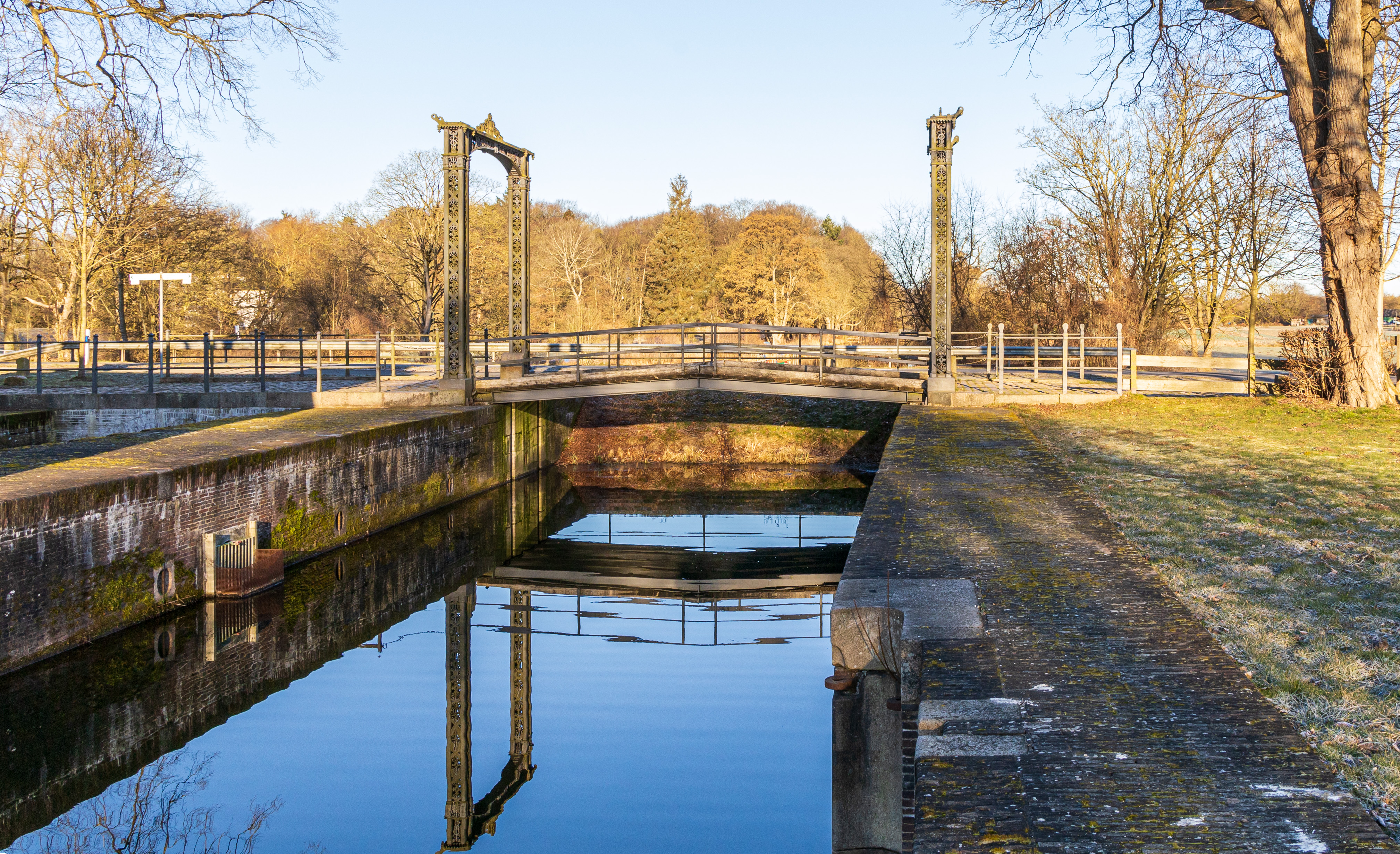
Schleuse
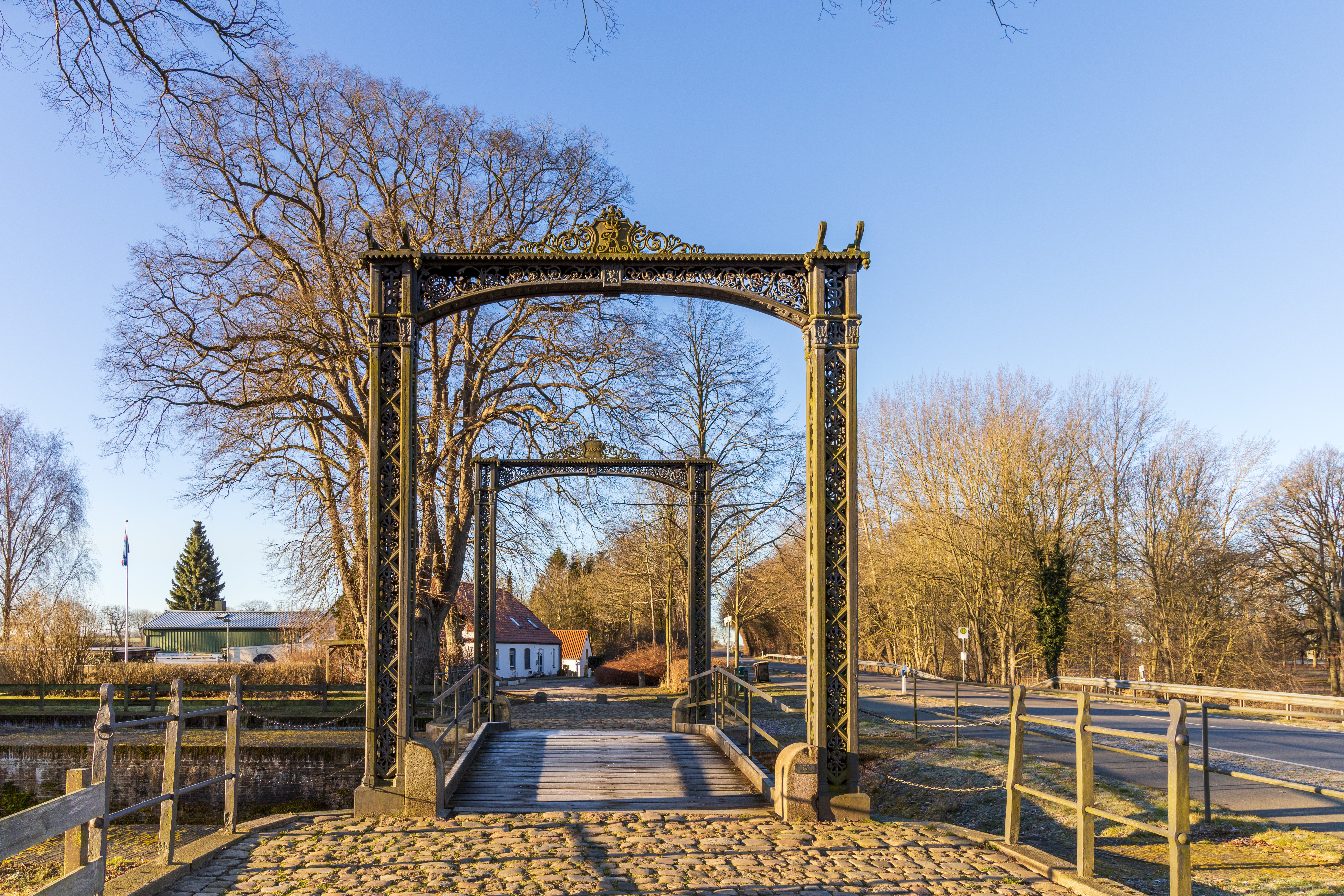
Klappbrücke

### Vereine
SV Grün-Weiß Bovenau e. V.

## Verkehr
Bovenau liegt etwa 10 km östlich von Rendsburg an der Bundesautobahn 210 von Rendsburg nach Kiel. Nördlich des Ortes befinden sich der ehemalige Eider-Kanal mit der Schleuse bei Kluvensiek sowie der Nord-Ostsee-Kanal.

## Söhne und Töchter des Ortes

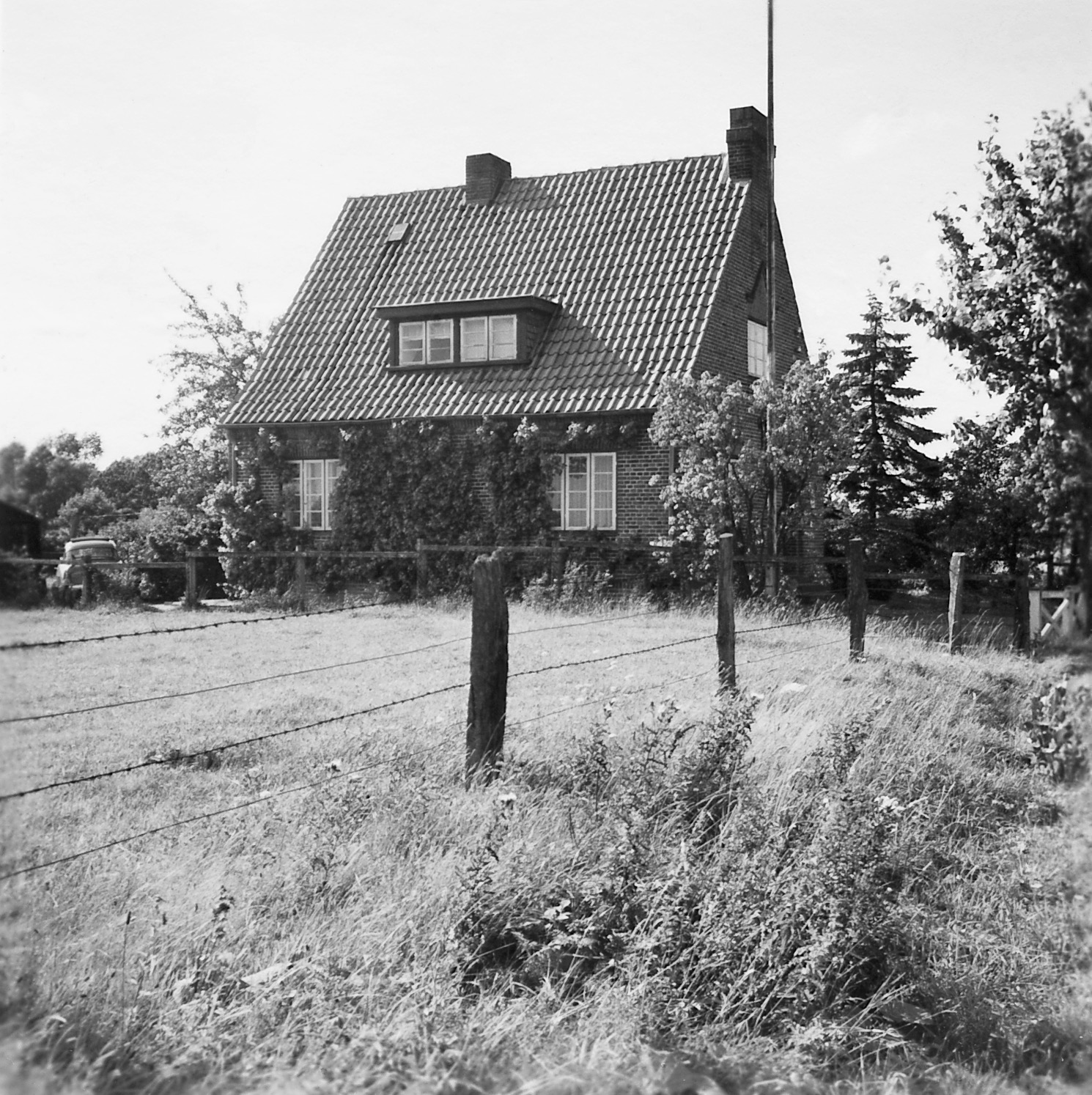
Ingo Kühls Geburtshaus, ehemaliger Polizeiposten an der B 202 (heute Kieler Str. 6; L 47) in Bovenau, 1957

- Ingo Kühl (* 1953), Maler, Zeichner, Bildhauer und Architekt, wurde in Bovenau geboren und wuchs dort auf (bis 1964).Ingo Kühls Geburtshaus, ehemaliger Polizeiposten an der B 202 (heute Kieler Str. 6; L 47) in Bovenau, 1957 In seiner 2023 erschienenen Biografie "Tagebuch eines Malers" wird die Zeit in Bovenau beschrieben.[14]